# Баллимасканлан

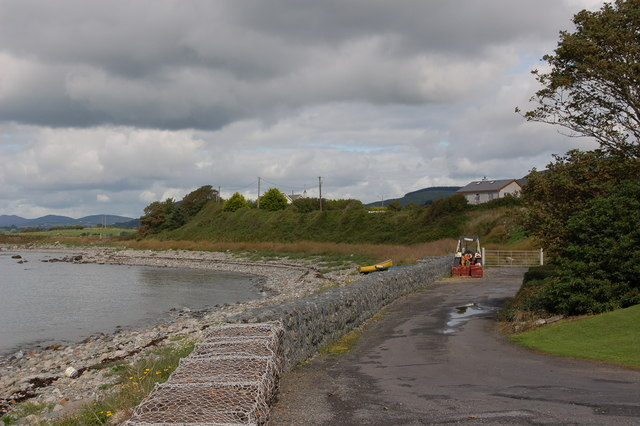
Залив Баллимасканлан

Баллимасканлан (англ. Ballymascanlan; ирл. Baile Mhic Scanláin) — деревня в Ирландии, находится в графстве Лаут (провинция Ленстер), в 4 км на северо-восток от Дандолка по дороге к Карлингфорду.